# Бивио Арзита (Терамо)
Бивио Арзита (итал. Bivio Arsita) је насеље у Италији у округу Терамо, региону Абруцо.
Према процени из 2011. у насељу је живело 53 становника. Насеље се налази на надморској висини од 525 м.